# بوفالو غاب (تكساس)
بوفالو غاب (بالإنجليزية: Buffalo Gap, Texas)‏ هي بلدة أمريكية تقع في الولايات المتحدة في مقاطعة تايلور (تكساس). يقدر عدد سكانها بـ 463 نسمة ومساحتها 5.9 كم2 وترتفع عن سطح البحر 582 متر.

## التركيبة السكانية
حدّد مكتب تعداد الولايات المتحدة بيانات التركيبة السكانية لبوفالو غاب في تعداد الولايات المتحدة. في ما يلي، التركيبة السكانية حسب تعدادي 2000 و2010.

### تعداد عام 2000
بلغ عدد سكان بوفالو غاب 463 نسمة بحسب تعداد عام 2000، وبلغ عدد الأسر 194 أسرة وعدد العائلات 140 عائلة مقيمة في البلدة. في حين سجلت الكثافة السكانية 73.5 نسمة لكل كيلومتر مربع (190.4/ميل2). وبلغ عدد الوحدات السكنية 235 وحدة بمتوسط كثافة قدره 37.3 لكل كيلومتر مربع (96.6/ميل2).
وتوزع التركيب العرقي للبلدة بنسبة 96.76% من البيض و0.22% من الأمريكيين الأفارقة و0.22% من الأمريكيين الأصليين و0.22% من الأمريكيين ذوي الأصول الآسيوية و0.65% من الأعراق الأخرى و1.94% من عرقين مختلطين أو أكثر و3.24% من الهسبانيون أو اللاتينيون من أي عرق.
بلغ عدد الأسر 194 أسرة كانت نسبة 33% منها لديها أطفال تحت سن الثامنة عشر تعيش معهم، وبلغت نسبة الأزواج القاطنين مع بعضهم البعض 53.6% من أصل المجموع الكلي للأسر، ونسبة 16% من الأسر كان لديها معيلات من الإناث دون وجود شريك،  بينما كانت نسبة 2.6% من الأسر لديها معيلون من الذكور دون وجود شريكة وكانت نسبة 27.8% من غير العائلات. تألفت نسبة 26.3% من أصل جميع الأسر من عدة أفراد يعيشون في نفس المنزل ونسبة 10.8% كانت تتألف من شخص يعيش بمفرده يبلغ من العمر 65 عاماً أو أكثر. وبلغ متوسط حجم الأسرة المعيشية 2.31، أما متوسط حجم العائلات فبلغ 2.77.
بلغ العمر الوسطي للسكان 42.7 عاماً. وكانت نسبة 23.8% من القاطنين تحت سن الثامنة عشر، وكانت نسبة 6% بين الثامنة عشر والرابعة والعشرين عاماً، ونسبة 22% كانت واقعةً في الفئة العمرية ما بين الخامسة والعشرين والرابعة والأربعين عاماً، ونسبة 28.7% كانت ما بين الخامسة والأربعين والرابعة والستين، ونسبة 16.4% كانت ضمن فئة الخامسة والستين عاماً فما فوق. يوجد لكل 100 أنثى 84.8 ذكر، ويوجد لكل 100 أنثى في الثامنة عشر من عمرها فما فوق 82.3 ذكر.
بلغ متوسط دخل الأسرة في البلدة 31,875 دولارًا، أما متوسط دخل العائلة فبلغ 34,886 دولارًا. وكان متوسط دخل الذكور 26,875 دولارًا مقابل 20,500 دولارًا للإناث. وسجل دخل الفرد الخاص بالبلدة 14,680 دولارًا. وكانت نسبة 6.6% من العائلات ونسبة 12.6% من السكان تحت خط الفقر، وكان من هؤلاء نسبة 16.5% تحت سن الثامنة عشر ونسبة 12.3% في الخامسة والستين من العمر وما فوق.

### تعداد عام 2010
بلغ عدد سكان بوفالو غاب 464 نسمة بحسب تعداد عام 2010، وبلغ عدد الأسر 198 أسرة وعدد العائلات 117 عائلة مقيمة في البلدة. في حين سجلت الكثافة السكانية 73.7 نسمة لكل كيلومتر مربع (190.9/ميل2). وبلغ عدد الوحدات السكنية 235 وحدة بمتوسط كثافة قدره 37.3 لكل كيلومتر مربع (96.6/ميل2).
وتوزع التركيب العرقي للبلدة بنسبة 95.69% من البيض و0.86% من الأمريكيين الأفارقة و0.22% من الأمريكيين الأصليين و0.22% من الأمريكيين ذوي الأصول الآسيوية و1.94% من الأعراق الأخرى و1.08% من عرقين مختلطين أو أكثر و7.33% من الهسبانيون أو اللاتينيون من أي عرق.
بلغ عدد الأسر 198 أسرة كانت نسبة 23.7% منها لديها أطفال تحت سن الثامنة عشر تعيش معهم، وبلغت نسبة الأزواج القاطنين مع بعضهم البعض 50% من أصل المجموع الكلي للأسر، ونسبة 8.6% من الأسر كان لديها معيلات من الإناث دون وجود شريك،  بينما كانت نسبة 0.5% من الأسر لديها معيلون من الذكور دون وجود شريكة وكانت نسبة 40.9% من غير العائلات. تألفت نسبة 33.3% من أصل جميع الأسر من عدة أفراد يعيشون في نفس المنزل ونسبة 11.6% كانت تتألف من شخص يعيش بمفرده يبلغ من العمر 65 عاماً أو أكثر. وبلغ متوسط حجم الأسرة المعيشية 2.22، أما متوسط حجم العائلات فبلغ 2.88.
بلغ العمر الوسطي للسكان 45.0 عاماً. وكانت نسبة 20.7% من القاطنين تحت سن الثامنة عشر، وكانت نسبة 5.4% بين الثامنة عشر والرابعة والعشرين عاماً، ونسبة 23.9% كانت واقعةً في الفئة العمرية ما بين الخامسة والعشرين والرابعة والأربعين عاماً، ونسبة 30% كانت ما بين الخامسة والأربعين والرابعة والستين، ونسبة 20% كانت ضمن فئة الخامسة والستين عاماً فما فوق. وتوزع التركيب الجنسي للسكان بنسبة 46.8% ذكور و53.2% إناث.